# Кричинский, Александр
Александр Кричинский (англ. ? —  13 октября или 13 ноября 1673, Бар (ныне Жмеринского района Винницкой области Украины) — литовско-татарский военачальник, ротмистр татарской кавалерии.

## Биография
Происходил из татарского княжеского рода Кричинских, герба "Радван". Сын Яна Абрагимавича Кричинского, чиновника Великого княжества Литовского.
Воевал сначала на стороне Речи Посполитой, а с 1672 года — на стороне Османской империи.
Во время восстания Хмельницкого в 1648 году командовал татарскими хоругвями коронных войск на Украине.  
В 1653 году был сподвижником татарской кавалерии Иеремии Вишневецкого. В 1654 году он стал ротмистром Татарской коронной хоругви. 
Участник военных действий во время восстания Хмельницкого и польско-турецкой войны 1672—1676 годов. Во время войны с Турцией в 1672-1673 годах восстал против части татарских хоругвей, которым долгие годы не выплачивались деньги, и поступил на службу к султану. 
Служил беем крепости в Баре, убит в 1673 году участниками пропольского мятежа татар. После него его сын принял под командование замок Бар.
История А. Кричинского могла вдохновить польского писателя Генрика Сенкевича на создание образа Асии Тухайбейовича в романе «Пан Володыёвский».